# علي باشا الكهية
علي باشا الكهية سياسي عثماني من مماليك العراق ومن أصول إيرانية، أصبح والياً على بغداد ومدة حكومته من ( أوائل سنة 1175 إلى أواسط سنة 1177 ه‍)، وفي تاريخ العراق بين إحتلالين يوافق من سنة (1176ه‍/ 1762 م) إلى سنة (1177 ه‍/ 1763م). وعلي باشا الكهية حكم بغداد خلفاً للوالي سليمان باشا أبو ليلة. وخلفه عمر باشا الكهية.

## لمحة تاريخية
في عام 1761 م، أصيب سليمان باشا أبو ليلة بمرض لازمه نحو ستة أشهر ثم قضى عليه، وكان موته بداية فترة طويلة من الفوضى. وهناك سبعة رجال مرشحين لخلافته يقال لهم (أصحاب الداعية) وجميعهم من المماليك، وكل واحد يشعر أنه أولى من غيره بالحكم، وكاد التنافس ان يؤدي إلى الحرب فيما بعضهم البعض، وبقيت بغداد من غير والٍ، وتدخل العلماء والأعيان بغية تسكين الفتنة.استقر الرأي أخيرا ان يكتب إلى إسطنبول فجاء الجواب بان السلطان قد إختار علي باشا الذي كان يومذاك متسلماً للبصرة، ولم يكد يصل إلى بغداد ويتسلم زمام الحكم حتى بدأت المؤامرت تحاك ضده من أجل قتله والتخلص منه. كان علي باشا من أصل إيراني، أي أنه لم يكن من أصل قفقاسي كسائر المماليك، وقد اتخذ خصومه ذريعة بأيديهم.وشاعت التهم ومن مروجيها عادلة خاتون أرملة الوالي الراحل سليمان باشا، وزوج أختها عمر باشا الكهية وهو أحد المرشحين السبعة. وقد حاول منافسوه المتآمرون إغتياله في الدورة أثناء عودته من محاربته عشيرة كعب ولكنه نجا منهم.واجتمع المتآمرون ذات يوم من عام 1763م، برئاسة عمر باشا فأعلنوها ثورة شعواء في بغداد وتابعهم سكان بعض المحلات، فاحتلوا قلعة بغداد وأخذوا يرمون السراي بالقنابل، وظهرت المتاريس في طرقات بغداد حتى أصبحت المدينة كأنها في يوم حشر.

## مقتله
إضطر علي باشا أن يهرب من السراي متنكراً بزي امرأة والتجأ دخيلاً إلى إحدى الدور المجاورة، ولكن صاحب الدار لم يراع حق الدخالة حسبما يقتضيه العرف المحلي فأخبر عنه، فجاؤوا إليه وقتلوه، قتل في أواسط سنة 1177ه‍، وجاء في دوحة الوزراء ان علي باشا بدأت وزارته في أوائل سنة 1175ه‍، وقتل أواسط سنة 1777ه‍.ومدة حكمه والحالة هذه سنتان ونصف، وهو من مماليك سلفه أبو ليلة سليمان باشا. 
ومن منجزاته المدرسة العلية التي صارت مدرسة الصنائع ثم مجلس الأمة العراقي وهي عل ضفة دجلة أنشئت سنة 1176 ه‍. وسميت بالعلية نسبة إلى مؤسسها الوالي علي باشا.